# Valea Bujorului, Giurgiu
Valea Bujorului (în trecut, Ciolanul sau Ciolanul-Pangăl) este un sat în comuna Izvoarele din județul Giurgiu, Muntenia, România.

## Etimologie
Numele modern este compus din cuvântul latin vallis, cu același sens ca în română, și termenul slavon божоуръ , transliterat božurŭ (floare de bujor). Numele atribuit până în 1964, cel de Ciolanul, este derivat tot dintr-un cuvânt slavon: члѣнъ, transliterat člěnŭ (membru anatomic).
În secolul XIX, localitatea apare și cu numele Ciolanul-Pangăl, dat de familia de boieri Pangăl, care ctitorise mai multe biserici în zonă. Numele acesteia derivă dintr-un ipotetic antroponim grecesc Πανκάλος, transliterat ”Pankálos” (foarte frumos).